# Équipe de Taïwan de rink hockey
L'équipe de Taïwan de rink hockey est la sélection nationale qui représente la République de Chine (Taïwan) en rink hockey.

## Sélection actuelle
| # | Joueur | Poste |
|   |        |       |
|   |        |       |
|   |        |       |
|   |        |       |
|   |        |       |
|   |        |       |
|   |        |       |
|   |        |       |
|   |        |       |
|   |        |       |
|   |        |       |